# Рибальство

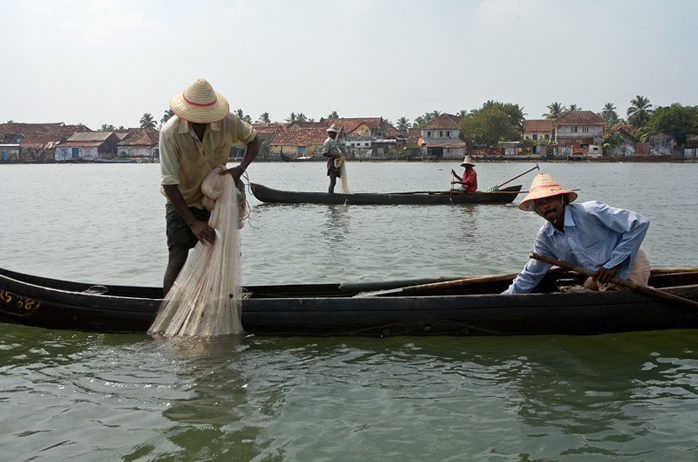
Рибальство

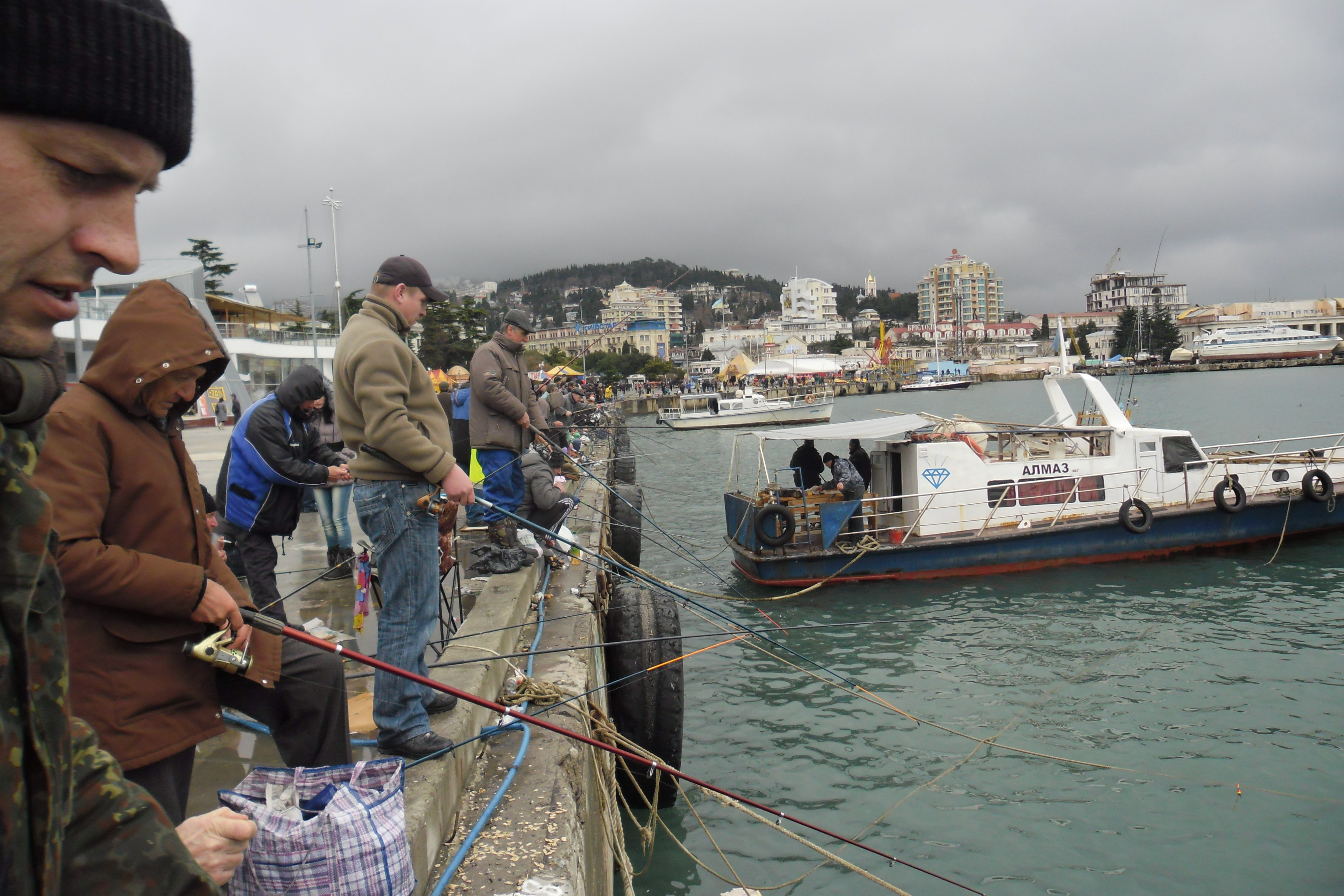
Аматорська рибна ловля з набережної м. Ялти. Чорне море. Лютий 2013 р.

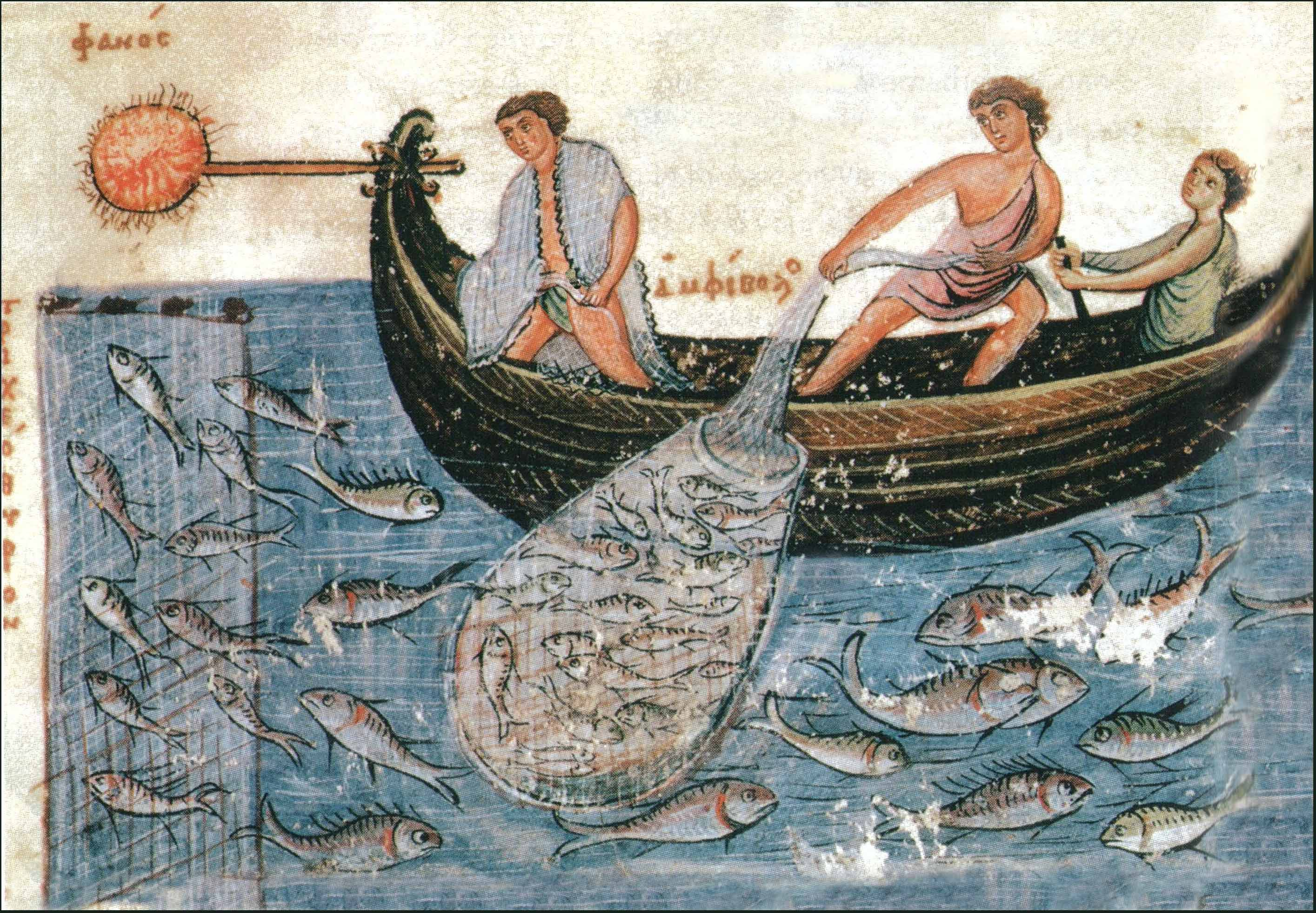
Рибальство з посвітом у Візантії. Мініатюра мадридського списку «Хроніки» Іоанна Скилиці

Риба́льство — приватна або промислова ловля риби та інших водних тварин. Під рибальством також розуміють полювання інших водних тварин — молюсків, кальмарів, восьминогів, морських черепах, жаб, ракоподібних.
Впродовж століть рибальство було в людини одним з головних способів здобуття їжі. Зараз промислове рибальство використовує сучасні технології, а деякі види риб, молюсків та ракоподібних вирощуються на спеціальних фермах. Приватне рибальство залишається одною з найулюбленіших розваг і популярним видом спорту (див. спортивне рибальство).

## Рибальство в Україні
Рибальство в Україні було відоме віддавна. Це підтверджують археологічні знахідки — глиняні та кам'яні грузила для риболовних сітей, різноманітні гачки тощо, які належать до черняхівської культури (II—V ст.) та наступних епох (VI—IX ст.). Поширенню рибальства сприяла велика кількість річок та інших водоймищ, а також прадавня традиція використання риби у харчуванні.
У період феодалізму вилов риби належав до панщизняних повинностей кріпаків. Крім того, у деяких районах України селяни зобов'язані були поставляти своїм поміщикам прядиво для риболовних снастей, підводи для транспортування риби.
Джерела свідчать, що вже у XVI ст. в Україні статутом регламентувалися терміни риболовлі, зазначалися види снастей, якими можна було виловлювати рибу.
Рибальство — це переважно додаткове заняття, яке було доступне у будь-яку пору року людям різного віку, не вимагало складних знарядь праці та ін. Вільною ловлею риби користувалися, насамперед, привілейовані класи та дрібні підприємці, а також чиновники, які це право купували. Селяни рибу для власних потреб ловили потай, у вільний від сільськогосподарських робіт час. Малі хлопці й підлітки мали дещо більшу свободу щодо вилову риби.
Для селян риболовля була певною підмогою в їх господарстві. Там, де було більше водних угідь, риба входила у їх щоденний раціон, в інших районах її споживали передовсім у дні посту, на певні релігійні свята. Отже, рибною ловлею селяни прагнули поповнити чи покращити своє харчування. Риба була також предметом продажу й обміну на інші продукти й побутові речі (льон, хліб, сіль).
Найбільшими районами рибальства в Україні були: пониззя Дніпра, Південного Бугу, Дністра, Пруту, Прип'яті, Десни, узбережжя Чорного й Азовського морів. Тут рибальство вважалося основним заняттям певної частини мешканців, яке переросло у промисел.
До 1917 по найбільших містах України існували різні рибальські товариства спортивно-любительського характеру. В УРСР любителі рибальського спорту були об'єднані у районові відділи-секції Українського товариства мисливців та рибалок (на 1 січня 1962 — 400 з 250 000 осіб). 2006 року було засновано всеукраїнське риболовне громадське об'єднання — Громада Рибалок України (ГРУ), що вже має діючі осередки у більшості регіонів України.

## Регулювання рибальства

### Прісноводного
У сучасному світі кількість та активність рибалок-аматорів стала загрожувати популяції багатьох видів прісноводних риб. Через це, у багатьох країнах світу були введені жорсткі обмеження на знаряддя та об'єми вилову. Загальна тенденція цих обмежень — це заборона ловлі будь-якими тенетами, багатогачковими снастями, електричними, хімічними способами, підводного полювання тощо. Формуються списки рідкісних та зникаючих видів, заборонених до вилову, наприклад — Червона Книга. Також поширюється принцип «спіймав — відпусти» (іноді — примусово), популярізується спортивне рибальство. Вводяться заборони на вилов риби під час нересту.
Рибалки, які свідомо порушують заборони та обмеження, називаються браконьєрами. Серед рибалок поширена традиція знищувати знайдені знаряддя браконьєрського лову — тенета, перемети, пастки. Незважаючи на всі обмеження, браконьєрство і тепер загрожує існуванню деяких цінних видів риб, особливо — прісноводних. Найактивнішими є браконьєри в найменш соціально благополучних країнах, до яких належить і Україна.

## Знаряддя
- колючі риболовні пристрої (ості)
  - остень, ості, ост, ость — примітивне колюче риболовне знаряддя у формі вил на дерев'янім держалні; три- або чотири-, шести-, восьмизубі вила; риболовне знаряддя, схоже на вила, для настромлення риб; знаряддя для індивідуального лову риби, три- чи восьмизубі вила зі стрілоподібним оперенням; риболовні вила з декількома зубами"[1].
  - осіка — колюче риболовне знаряддя, залізні вила для лову риб під поверхнею води[1].
  - гарпун — знаряддя у вигляді списа на довгому тросі, яке використовують для полювання на великих морських тварин та риб
- пастки (верші, язи, ляси, кітці, ятері)
  - яз, їз — пристрій у вигляді плота, огорожі впоперек річки або затоки з ворітьми, у які вставляють вершу чи ятір (XIV ст.); риболовне знаряддя у вигляді огорожі, забитих упоперек річки паль, переплетених лозою; плетена огорожа на річках і ставках для затримання риби; огорожа впоперек річки з вертикально забитих паль і плетінок, у яку вставляють вершу; місце на річці, де встановлювали яз; загата, дамба.
  - їз, їзок — огорожа, стіна на річці з очерету для лову риби, у яку вставляють вершу[1].
  - кос — ставне риболовне знаряддя для лову риби у вигляді стіни з товстого очерету[1].
  - котець, кітці — риболовне знаряддя, ставна мережа; огорожа, стіна на річці з очерету для лову риби; стаціонарне риболовне знаряддя, загорожа у воді; риболовна пастка з очерету, комишу; плетений закол на річці для затримання риби; штучна водойма[1].
  - ляса, ліса — плетений закол для лову риби на бистрих (гірських) водах; тин, огорожа з лози, очерету; виготовлений з комишу бо дерев'яних дощок поміст, частина риболовної пастки (гарда, котця); плетений риболовний закол.
  - верша — стаціонарне риболовне знаряддя у вигляді плетеної з пруття сітки конусоподібної форми, ятер; довгий плетений кіш; риболовне знаряддя з вербового пруття у вигляді вузької круглої корзини з конусоподібним входом[1].
  - вершка — риболовне знаряддя, сплетене з лози, яке ставиться на дно річки напроти бистрої течії[1].
  - вирша — риболовний кошіль[1].
  - клома — прямокутна дерев'яна рама, на яку натягнуте полотно, що поступово звужуючись, утворює трикутну призму"; невелика ручна мережа в формі мішка, натягнута на обруч, з трьома жердинами і довгим держалном[1].
- сітки (волоки, бродники, неводи, клоні, мережі)
  - дифан — сітка з трьома стінками для лову кефалі[1]
  - волок, волокуша, волокушка — риболовне пересувне знаряддя пірамідальної форми для лову донних риб, полотнища якої прикріплені до жердини; густа сітка для лову риби на мілині; невід на Азовському і Чорному морях[1].
  - волока — рибальська сітка, невід, невелика рибальська сітка з кошелем[1].
  - жак — риболовна снасть у вигляді натягнутої на декілька обручів конусоподібної сітки[1].
- гачкові риболовні знаряддя (вудки)